# Quyền LGBT ở Venezuela
Quyền đồng tính nữ, đồng tính nam, song tính và chuyển giới ở Venezuela có thể phải đối mặt với những thách thức pháp lý mà những người không phải LGBT không gặp phải. Cả hai hoạt động tình dục đồng giới nam và nữ đều hợp pháp ở Venezuela, nhưng các cặp vợ chồng và hộ gia đình đồng giới do các cặp đồng giới đứng đầu không đủ điều kiện để có sự bảo vệ pháp lý giống nhau đối với các cặp vợ chồng khác giới. Ngoài ra, hôn nhân đồng giới và liên hiệp thực tế bị cấm theo hiến pháp từ năm 1999.

## Công nhận mối quan hệ đồng giới

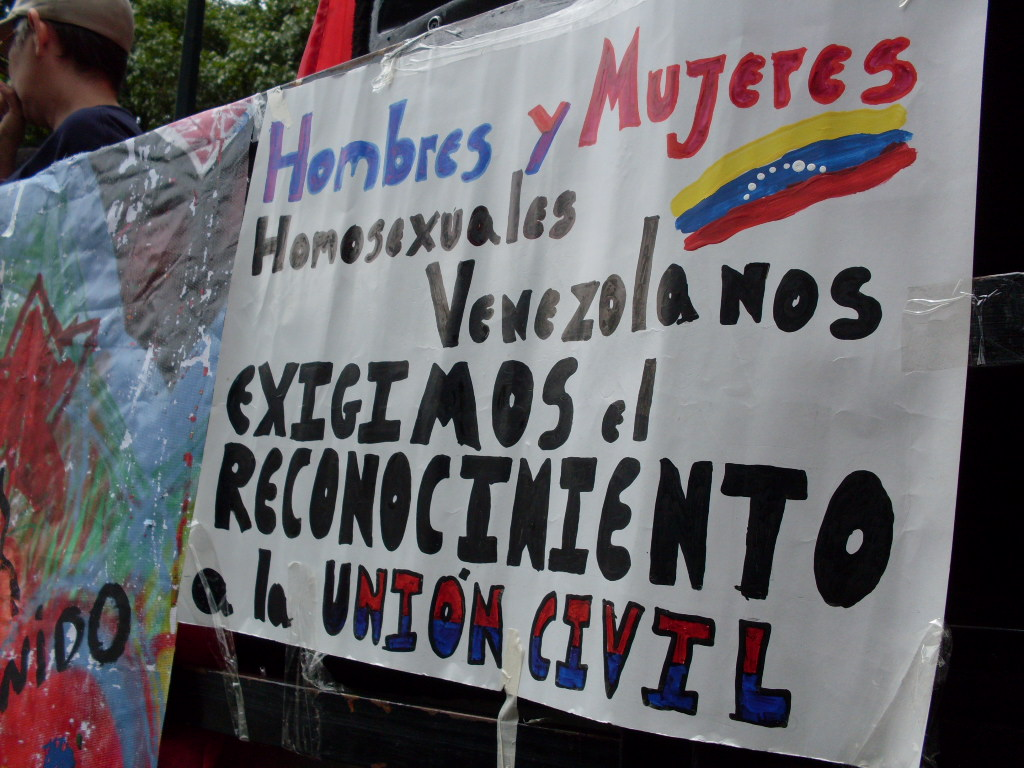
Áp phích đòi hỏi quyền các cặp đồng giới ở Venezuela.

Hiến pháp Venezuela, được thông qua năm 1999, định nghĩa hôn nhân là sự kết hợp giữa một người đàn ông và một người phụ nữ, do đó hiến pháp cấm kết hôn đồng giới. Điều 77 của Hiến pháp được đọc như sau:
Hôn nhân giữa một người đàn ông một người phụ nữ, dựa trên sự đồng ý miễn phí và sự bình đẳng tuyệt đối về quyền và nghĩa vụ của vợ chồng, được bảo vệ. Một sự kết hợp thực tế ổn định giữa một người đàn ông và một người phụ nữ đáp ứng các yêu cầu được thiết lập bởi pháp luật sẽ có tác động tương tự như hôn nhân.

Ngoài ra, không có sự công nhận hợp pháp của các cặp đồng giới rõ ràng trong luật pháp Venezuela.
Năm 2003, một tổ chức phi chính phủ LGBT đã gọi Unión Afirmativa (Liên minh khẳng định) đã đệ đơn kháng cáo lên Tòa án Tối cao để công nhận hợp pháp các quyền kinh tế (lương hưu, thừa kế, an sinh xã hội, hộ gia đình chung, v.v.) cho các đối tác đồng giới. Phán quyết, ban hành vào ngày 28 tháng 2 năm 2008 mặc dù công nhận rằng "các bạn đồng giới được hưởng tất cả các quyền, quyền dân sự, chính trị, kinh tế, xã hội và văn hóa - họ không có sự bảo vệ đặc biệt tương tự như vợ lẽ hay hôn nhân giữa nam và nữ, nghĩa là, trong cùng một điều khoản so với các đối tác dị tính có. Mặc dù vậy, Quốc hội là cơ quan chính phủ có nhiệm vụ lập pháp để bảo vệ các quyền đó cho các đối tác đồng giới. " Quyết định cũng chỉ ra rằng các quyền này đã được bảo vệ theo Hiến pháp của Cộng hòa Bolivar Venezuela.
Vào ngày 20 tháng 3 năm 2009, thành viên Phòng đại biểu Romelia Matute tuyên bố rằng Quốc hội sẽ hợp pháp hóa một cách rõ ràng asociaciones de convivencia (liên kết bằng cách sống thử) như là một phần của Luật hữu cơ về giới và công bằng. Sáng kiến này không bao giờ được thảo luận. Hơn nữa các sáng kiến khác liên quan đến chủ đề này và công nhận danh tính của người chuyển giới đã được xã hội dân sự đệ trình lên Quốc hội, nhưng không có cuộc thảo luận chính thức nào được thực hiện.
Vào ngày 31 tháng 1 năm 2014, trong một cuộc tranh luận về dự luật cải cách bộ luật dân sự, các nhà hoạt động LGBT đã đệ trình một đề xuất tìm cách hợp pháp hóa hôn nhân đồng giới.
Vào tháng 1 năm 2015, một vụ kiện về quyền kết hôn đã được đệ trình lên Tòa án Tối cao của đất nước. Vào ngày 28 tháng 4 năm 2016, Tòa án Tối cao tuyên bố sẽ xét xử vụ án. Vụ kiện tìm cách tuyên bố Điều 44 của Bộ luật Dân sự là vi hiến vì quy định rằng hôn nhân chỉ có giá trị pháp lý giữa một người đàn ông và một người phụ nữ ở Venezuela.
Vào tháng 6 năm 2016, đối lập của Venezuela tuyên bố rằng họ sẽ làm việc trong một dự luật liên minh dân sự. Một thành viên ủy ban nổi tiếng nói rằng Luật Đăng ký mới sẽ cho phép các cặp vợ chồng tìm kiếm một số lợi ích.
Vào tháng 11 năm 2017, Tổng thống Nicolás Maduro đã bày tỏ sự ủng hộ cá nhân đối với hôn nhân đồng giới và nói rằng Quốc hội lập hiến sẽ đồng ý thảo luận về việc hợp pháp hóa hôn nhân đồng giới. Vào tháng 9 năm 2018, Hermann Escarrá, một thành viên của Quốc hội lập hiến, cho biết hiện đang có các cuộc thảo luận cho phép kết hôn đồng giới theo Hiến pháp mới của Venezuela, và có sự hỗ trợ đa số trong hội. Thảo luận về Hiến pháp mới dự kiến sẽ bắt đầu vào cuối năm 2018 hoặc đầu năm 2019.

## Con nuôi và nuôi dạy con cái
Các cặp đồng giới ở Venezuela không thể hợp pháp nhận con nuôi. Tuy nhiên, các cặp đồng tính nữ được phép truy cập IVF.
Vào ngày 15 tháng 12 năm 2016, Tòa án Công lý Tối cao phán quyết rằng một bé trai có thể được đăng ký trong Cơ quan Đăng ký Dân sự Venezuela với họ của cả hai mẹ con. Dựa trên phán quyết của mình về Điều 75 của Hiến pháp, tòa án tuyên bố rằng nhà nước sẽ bảo vệ mà không phân biệt đối với tất cả các gia đình, kể cả trẻ em và thanh thiếu niên sinh ra trong các gia đình đồng giới. Ngoài ra, những đứa trẻ đó phải được hưởng tất cả các quyền và bảo đảm dành cho những đứa trẻ khác sinh ra trong các gia đình khác giới. Kể từ bây giờ, trẻ em có cha mẹ đồng giới ở Venezuela có thể được đăng ký với họ của cả cha mẹ của chúng, bất kể cha mẹ có sinh học hay không.

## Dư luận
Theo khảo sát của Pew Research Center, được thực hiện từ ngày 8 tháng 11 năm 2013 đến ngày 12 tháng 2 năm 2014, 28% người Venezuela ủng hộ hôn nhân đồng giới, 61% đã phản đối.
Một cuộc khảo sát ý kiến của Trung tâm nghiên cứu Pew năm 2013 cho thấy 51% người Venezuela tin rằng đồng tính luyến ái nên được xã hội chấp nhận, trong khi 42% tin rằng không nên. 57% những người từ 18 đến 29 tin rằng nó nên được chấp nhận, 51% những người từ 30 đến 49 và 45% những người trên 50 tuổi.
Vào tháng 5 năm 2015, PlanetRomeo, một mạng xã hội LGBT, đã công bố Chỉ số Hạnh phúc Đồng tính đầu tiên (GHI). Những người đồng tính nam từ hơn 120 quốc gia đã được hỏi về cách họ cảm nhận về xã hội Quan điểm về đồng tính luyến ái, họ trải nghiệm cách họ đối xử với người khác và họ hài lòng với cuộc sống của họ như thế nào. Venezuela được xếp hạng thứ 45, chỉ cao hơn Suriname và thấp hơn Ecuador, với số điểm GHI là 48.

## Bảng tóm tắt

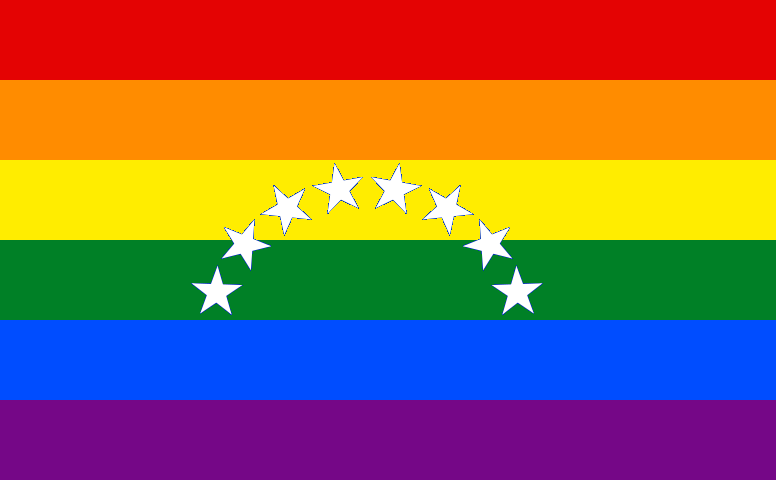
Cờ của cộng đồng LGBT của Venezuela

| Hoạt động tình dục đồng giới hợp pháp                                                                                       | (Từ năm 1997)                                                                      |
| Độ tuổi đồng ý (16) | (Từ năm 1997)                                                                      |
| Luật chống phân biệt đối xử chỉ trong việc làm                                                                              | (Từ năm 1996 dựa trên "lựa chọn tình dục", từ năm 2012 dựa trên xu hướng tính dục) |
| Luật chống phân biệt đối xử trong việc cung cấp hàng hóa và dịch vụ                                                         | (Từ năm 1996 dựa trên "lựa chọn tình dục", từ năm 2012 dựa trên xu hướng tính dục) |
| Luật chống phân biệt đối xử trong tất cả các lĩnh vực khác (bao gồm phân biệt đối xử gián tiếp, ngôn từ kích động thù địch) | / (Chỉ ở bang Mérida)                                                              |
| Hôn nhân đồng giới | (Hôn nhân đồng giới bị cấm theo hiến pháp từ năm 1999, đề xuất)                    |
| Công nhận các cặp đồng giới                                                                                                 | (Liên minh trên thực tế bị cấm theo hiến pháp từ năm 1999, đề xuất)                |
| Nhận nuôi bởi những người LGBT                                                                                              | Yes                                                                                |
| Con nuôi của các cặp vợ chồng đồng giới                                                                                     | No                                                                                 |
| Con nuôi chung của các cặp đồng giới                                                                                        | No                                                                                 |
| Tự động làm cha mẹ trong giấy khai sinh cho con của các cặp đồng giới                                                       | (Từ năm 2016)                                                                      |
| Người LGBT được phép phục vụ công khai trong quân đội                                                                       | No                                                                                 |
| Quyền thay đổi giới tính hợp pháp                                                                                           | No                                                                                 |
| Truy cập IVF cho đồng tính nữ                                                                                               | Yes                                                                                |
| Liệu pháp chuyển đổi bị cấm ở trẻ vị thành niên                                                                             | No                                                                                 |
| Mang thai hộ thương mại cho các cặp đồng tính nam                                                                           | No                                                                                 |
| NQHN được phép hiến máu |                                                                                    |